# Chytriomyces stellatus
Chytriomyces stellatus är en svampart som beskrevs av Karling 1947. Chytriomyces stellatus ingår i släktet Chytriomyces och familjen Chytridiaceae.   Inga underarter finns listade i Catalogue of Life.